# رودشیر علیا
رودشیر علیا، روستایی از توابع بخش مرکزی سپیدان  دهستان خفری می باشد 
مردم این روستا از طایفه خفری می باشند که غوری یا خوری نیز خوانده می‌شوند  
خور به معنای خورشید است و نام این مردم به این دلیل خوری یاد شده که در این طایفه رنگ پوست هایی مثل گندمی بور زرد و سرخ زیاد مشاهده شده است  
و به مرور زمان خور به غور تبدیل شده است  
و نام رسمی این طایفه طایفه خفری می باشد دلیل این است که از خفر پادنا آمده اند

## جمعیت
این روستا دردهستان خفری قرار دارد و براساس سرشماری مرکز آمار ایران در سال ۱۳۸۵، جمعیت آن ۸۴ نفر (۲۲خانوار) بوده‌است.